# Jean-François Laguionie
Jean-François Laguionie, né le 4 octobre 1939 à Besançon, dans le Doubs, est un réalisateur, écrivain, peintre et scénariste français.
Il est considéré comme l'un des meilleurs cinéastes d’animation en France,.

## Biographie
Jean-François Laguionie s'intéresse d'abord au théâtre d'ombre, la décoration et l'art dramatique. Grâce à son ami Jacques Colombat, il s'essaye à l'animation auprès  de Paul Grimault.
Il réalise plusieurs courts métrages, dont le célèbre La Traversée de l'Atlantique à la rame (1978), récompensé d'une Palme d'or à Cannes et qui obtient aussi un César.
En 1973, il quitte Paris pour Saint-Laurent-le-Minier. Lors de la réalisation de Gwen, le livre de sable en 1985, il y fonde La Fabrique, studio de production et de réalisation de films d'animation. Reconnu par la critique, Gwen ne connaît qu'un succès d'estime. Il faut attendre 1999 pour découvrir son second long métrage, Le Château des singes, puis 2004 pour L'Île de Black Mór. Son quatrième long métrage, Le Tableau, qui mélange animation et prises de vues réelles, sort en novembre 2011.
En 1999, il est récompensé par la médaille d'honneur Albín Brunovský, à la Biennale d'animation de Bratislava (BAB).
En 2016, il réalise son cinquième long-métrage, Louise en hiver.
En 2018, il est l'invité d'honneur des 34e Rencontres Cinéma de Gindou,.
En 2019, il réalise Le Voyage du prince, suite indirecte du film Le Château des singes. La même année, Laguionie reçoit un Cristal d'honneur au Festival international du film d'animation d'Annecy pour l'ensemble de son œuvre.

## Filmographie
Sauf indication contraire, les informations mentionnées dans cette section peuvent être confirmées par les bases de données cinématographiques IMDb et Allociné,  présentes dans la section « Liens externes ».

### Cinéma

#### Courts métrages
- 1965 : La Demoiselle et le Violoncelliste (35 mm, couleur, 8 min 53 s)
- 1967 : L'Arche de Noé (35 mm, couleur, 10 min 17 s)
- 1969 : Une bombe par hasard... (35 mm, couleur, 7 min 26 s)
- 1971 : Plage privée (35 mm en prise de vue réelles, couleur, 13 min 42 s)
- 1972 : Hélène ou le malentendu (35 mm en prise de vue réelles, couleur)
- 1974 : Potr' et la fille des eaux (35 mm, couleur, 11 min 50 s)
- 1975 : L'Acteur (35 mm, couleur, 5 min 27 s)
- 1976 : Le Masque du Diable (35 mm, couleur, 11 min 40 s)
- 1978 : La Traversée de l'Atlantique à la rame (35 mm, couleur, 21 min)

#### Longs métrages
- 1984 : Gwen, le livre de sable (35 mm, couleur, 67 min)
- 1999 : Le Château des singes (35 mm, couleur, 75 min)
- 2004 : L'Île de Black Mór (35 mm, couleur, 85 min)
- 2011 : Le Tableau (couleur, 96 min)
- 2016 : Louise en hiver (couleur, 75 min)
- 2019 : Le Voyage du prince (couleur, 75 min)
- 2019 : Les Mondes imaginaires programme de 7 courts métrages
- 2025 : Slocum et moi (couleur, 75 min)[10],[11]

## Distinctions
Sauf indication contraire, les informations mentionnées dans cette section peuvent être confirmées par les bases de données cinématographiques IMDb et Allociné,  présentes dans la section « Liens externes ».

### Récompenses
- Festival international du film d'animation d'Annecy 1965 : Cristal du court métrage pour La Demoiselle et le Violoncelliste
- Festival du film de Cracovie 1967 : Dragon d'argent pour L'Arche de Noé
- Festival du film de Cracovie 1969 : Dragon d'or pour Une bombe par hasard...
- Festival de Mamaïa 1969 : Grand prix pour Une bombe par hasard...[réf. nécessaire]
- Festival de Téhéran 1969 : Grand prix pour Une bombe par hasard...[réf. nécessaire]
- Festival international du court métrage d'Oberhausen 1969 : Prix[Lequel ?] pour Une bombe par hasard...[réf. nécessaire]
- Festival de Bilbao 1969 : Prix[Lequel ?] pour Une bombe par hasard...[réf. nécessaire]
- Festival de Melbourne 1969 : Prix[Lequel ?] pour Une bombe par hasard...[réf. nécessaire]
- Festival international du jeune cinéma de Hyères 1969 : Prix[Lequel ?] pour Une bombe par hasard...[réf. nécessaire]
- Festival international du film fantastique d'Avoriaz 1976 : Prix TF1 pour Le Masque du Diable[réf. nécessaire]
- Festival de Cannes 1978 : Palme d'or du court métrage  pour La Traversée de l'Atlantique à la rame[12]
- Festival international du film d'animation d'Ottawa 1978 : Grand prix pour La Traversée de l'Atlantique à la rame
- César 1979 : César du meilleur court-métrage d'animation pour La Traversée de l'Atlantique à la rame
- Festival international du film d'animation d'Annecy 1985 : Prix de la critique pour Gwen, le livre de sable
- Festival de Los Angeles 1990 : Prix du long métrage pour Gwen, le livre de sable[réf. nécessaire]
- Biennale d'animation de Bratislava 1999 : Médaille d'honneur Albín Brunovský[7]
- Festival du film de Hollywood 2000 : meilleure animation pour Le Château des singes
- Prix SACD 2006 : prix animation
- Festival international du film d'animation d'Ottawa 2016 : Grand prix du long métrage pour Louise en hiver
- Festival international du film d'animation d'Annecy 2019 : Cristal d'honneur
- Krakow film festival 2025: Dragon des dragons
- Festival Cartoons on the bay - Pulcinella Awards2025 - Meilleur film d'animation pour Slocum et moi

### Nominations
- César 2012 : meilleur film d'animation pour Le Tableau

### Sélections
- Festival international du film fantastique de Catalogne - Sitges 2016 : en compétition pour le prix du meilleur long métrage d'animation pour Louise en hiver
- Festival international du film d'animation Annecy 2024: sélection long métrage pour Slocum et moi

### Autres
- Prime à la qualité du CNC[note 1] 1971 pour Plage privée
- Prime à la qualité du CNC 1974 pour Potr' et la fille des eaux
- Prime à la qualité du CNC 1976 pour Le Masque du Diable

## Box-office France
| Année | Film                    | Entrées |
| ----- | ----------------------- | ------- |
| 1985  | Gwen, le livre de sable |         |
| 1999  | Le Château des singes   | 388 090 |
| 2004  | L'Île de Black Mór      | 220 351 |
| 2011  | Le Tableau              | 299 919 |
| 2016  | Louise en hiver         | 79 651  |

## Publications
- La Ville et le Vagabond (Léon Faure, 1978)
- La Traversée de l'Atlantique à la rame (roman, Folio, 1978)
- Les Puces de sable (recueil de nouvelles, Léon Faure, 1980)
- Image-image (Recueil de nouvelles, Léon Faure, 1981)
- Le Château des singes (roman illustré d'après le film, Casterman, 2000)
- Pantin la Pirouette (album jeunesse, Albin Michel, 2004)
- L'Île de Black Mór (roman, Albin Michel, 2004)
- La Vie agitée des eaux dormantes (roman, Folies d'encre, 2005)
- Le Tableau (Glénat, 2011)
- Au début tout va bien (recueil de nouvelles, Éditions Delatour, 2016)
- En attendant Collard ou la septième boite (recueil de nouvelles, Éditions Delatour, 2016)
- Ode à la nuit (recueil de nouvelles, Éditions Delatour, 2016)
- Louise en hiver (roman, Éditions Delatour, 2016)
- Louise en hiver (livre illustré d'après le film, Éditions de l’œil, 2016)
- Le Peintre et le Gouverneur (roman, Éditions Maurice Nadeau, 2021)
- Un bateau dans le jardin (Éditions Maurice Nadeau, 2022)